# Pilpaküla
Koordinaten: 58° 59′ N, 22° 45′ O
Pilpaküla ist ein Dorf (estnisch küla) in der Landgemeinde Hiiumaa (bis 2017: Landgemeinde Pühalepa). Es liegt auf der zweitgrößten estnischen Insel Hiiumaa (deutsch Dagö).

## Beschreibung des Ortes
Pilpaküla hat heute 39 Einwohner (Stand 31. Dezember 2011).
Das Dorf grenzt im Norden und Osten an die Inselhauptstadt Kärdla (Kertel).